# Since U Been Gone
«Since U Been Gone» —en español: «Desde que te fuiste»— es una canción grabada por la cantante de pop rock estadounidense Kelly Clarkson para su segundo álbum de estudio, Breakaway (2004). La canción fue escrita y producida por Max Martin y Lukasz «Dr. Luke» Gottwald, y se lanzó como el sencillo principal de Breakaway dos semanas antes del lanzamiento del álbum. Incorpora influencias de rock pop uptempo y power pop, creando una mezcla de sonidos electrónicos más suaves contrastados con la fuerza del rock alternativo. Martin originalmente escribió «Since U Been Gone» para Pink, pero ella la rechazó. También fue ofrecida a Hilary Duff que no la aceptó porque no podría alcanzar sus notas más altas. La canción finalmente llegó a Kelly después de que Clive Davis convenciera a los escritores para dársela. Kelly decidió agregarle guitarras y tambores más fuertes ya que originalmente tenía un estilo mucho más pop. Líricamente, la canción se escribe desde el punto de vista de una mujer que expresa su sentido de alivio con el final de su relación problemática.
«Since U Been Gone» recibió críticas positivas de los críticos musicales que la consideraron como el punto culminante de Breakaway. Los críticos también sintieron que fue una de las mejores canciones pop de la última década. Rolling Stone la clasificó en el número 482 de las 500 mejores canciones de todos los tiempos en 2010.  «Since U Been Gone» fue un éxito comercial. En los Estados Unidos, la canción alcanzó el puesto número dos en el Billboard Hot 100. Alcanzó el Pop 100 de los Estados Unidos durante seis semanas consecutivas y Pop Songs estadounidenses durante siete semanas consecutivas, respectivamente. Fue certificada en platino por Recording Industry Association of America (RIAA) tras más de un millón de copias vendidas. «Since U Been Gone» también fue un éxito mundial, llegando a los cinco primeros en Austria, Australia, Irlanda, Holanda y Reino Unido. Y a los diez. primeros en Noruega, Alemania y Suiza.
Kelly presentó «Since U Been Gone» en los MTV Video Music Awards 2005 y en los Brit Awards de 2006. Ha sido incluida en el set-list de las muchas actuaciones de Clarkson. El videoclip, dirigido por Alex De Rakoff, muestra a Kelly destruyendo el apartamento de su exnovio. Fue nominado a tres premios en los MTV Music Awards de 2005, ganando dos de los tres premios, a saber Mejor Video Femenino y Mejor Video Pop. En los Premios Grammy de 2006, la canción ganó el premio Mejor interpretación vocal femenina. «Since U Been Gone» ha sido versionada por muchos artistas, notablemente la banda de rock estadounidense A Day to Remember, el indie rockero Ted Leo, así como la banda indie rock canadiense Tokyo Police Club y utilizada en la telenovela brasileña Malhação.

## Antecedentes y escritura
| «Fui al estudio de Max Martin en Suecia. Lo grabamos allí con Max y el co-guionista de la canción, Lukasz Gottwald. La primera vez que escuché la canción, pensé que era un poco de amapola, así que le pregunté si podíamos balancear la pista un poco. Ponemos algunas guitarras más pesadas y tambores más duros en él. Ahora es explosivo».—— La primera impresión de Kelly de «Since U Been Gone». |

En una entrevista para Blender, Martin y Dr. Luke revelaron que tenían la intención de que Pink cantase «Since U Been Gone», sin embargo, ella lo rechazó.
Dr. Luke explicó también que Hilary Duff fue otra opción para grabar la canción, pero la rechazó porque no podía llegar a las notas más altas. Fue Clive Davis quien convenció a Max y al Dr. Luke para que dieran la canción a Kelly, aunque inicialmente eran reacios. Clive dijo: «Max quería seguir adelante con lo que había hecho con Backstreet Boys, y realmente tardé mucho tiempo hasta convencerles de que un ganador del 'American Idol' podría traer todo el sentimiento y pasión que se requería para la canción».

## Desempeño en las listas
En el 2005 alcanzó la posición #2 en Billboard Hot 100 y llegó a convertirse en Platino de la RIAA.

## Video musical

### Antecedentes
El video musical de «Since U Been Gone», dirigido por Alex De Rakoff, se estrenó a principios de noviembre de 2004 Kelly dijo a MTV que ella concibió la idea del video después de asumir que la venganza es lo que cada chica quiere hacer cuando su novio las engaña. Ella agregó: «¿Sabes por qué no voy a tirar la basura a su casa? [...] Y lo hago en el video. Todo lo que hago es romper cosas. «Es un trabajo genial.» Kelly expresó que en el video musical, los televidentes llegarían a ver su actuación fuera de carácter. Ella explicó: «Al principio, soy como rebajar las cosas y manchar el barro por las paredes y parece que mi apartamento, pero terminó siendo la otra chica con la que está, así que es un video humorístico» El video musical se estrenó enl Total Request Live el 16 de noviembre de 2004.

### Sinopsis
El video musical comienza con Kelly sentada en un sofá en la sala de estar de un apartamento, sosteniendo un medallón en forma de corazón en su mano. La siguiente escena muestra a Kelly en el cuarto de baño mirándose en el espejo, entonces, abre el botiquín y arroja todas las píldoras del gabinete de medicina por encima del hombro al suelo, y extiende la pasta dentífrica por el lavabo. Cuando llega a un contenedor de píldoras anticonceptivas, abre el grifo, saca las píldoras y las deja caer por el desagüe. Kelly entonces comienza a tomar otros artículos: lanza polvo de maquillaje al aire y mancha la pared con un envase de máscara. Durante el estribillo, Kelly y su banda cantan la canción frente a la muchedumbre que baila en un club. Después del primer estribillo, Kelly entra en una habitación llena de armarios. Corta los vestidos, hurga en los armarios y saca la ropa y canta encima de una pila de destrozos. Después del segundo coro, entra en un dormitorio y empieza a rasgar la almohada en la cama, llenando la habitación de plumas. Las escenas de Kelly cantando con su banda se alternan con un montaje de ella destruyendo el apartamento. Rompe el cristal de la puerta, el jarrón, la televisión, el reloj, la nevera, las luces, el microondas, el teléfono y los muebles. Más tarde, Kelly toma una foto enmarcada de su exnovio con otra chica en la sala de estar, antes de empujar un estante lleno de CD. A continuación, lanza la foto enmarcada contra una mesa de vidrio, partiéndola por la mitad. Después de diezmar el apartamento, Clarkson sale por la puerta y por el pasillo con un sombrero en la cabeza. Justo cuando su exnovio aparece con su novia caminando dados del brazo, Clarkson esconde su rostro mientras se aleja de ellos. La escena final muestra la pareja viendo su apartamento dañado en estado de shock y el medallón en forma de corazón balanceándose.

### Recepción y reconocimientos
Stephen Thompson, de NPR Music se sintió decepcionado con el video musical porque «rebaja su mensaje a un grado alarmante: las palabras dicen: «Since you've been gone / I can breathe for the first time», pero las imágenes dicen: «Necesito destruir toda su propiedad». En el MTV Video Music Awards, el video musical recibió nominaciones para tres premios, ganó el Mejor Video Femenino y el Mejor Video Pop y recibió una nominación al Viewer's Choice Awards que perdió contra  "Boulevard of Broken Dreams" de Green Day. MusicOMH clasificó el video musical como el 86.º mejor video de la última década. En febrero de 2012 el video musical recibió un tratamiento de Pop-Up Video por VH1 en donde «aparecen» bocadillos que contienen trivia, chistes y dobles sentidos a lo largo del video.

## Lista de canciones
| - Sencillo 7" RCA – 82876-66958-7 A «Since U Been Gone» – 3:08 B «Breakaway» – 3:56 - CD sencillo 1. «Since U Been Gone» (radio edit) – 3:08 2. «Since U Been Gone» (AOL live version) – 3:16 - CD maxi sencillo 1. «Since U Been Gone» (radio edit) – 3:08 2. «Since U Been Gone» (AOL live version) – 3:16 3. «Miss Independent» (AOL live version) – 5:12 4. «Since U Been Gone» (Enhanced CD video) – 3:10 | - Dance Vault Mixes 1. «Since U Been Gone» (Jason Nevins Rock da Edit) – 3:20 2. «Since U Been Gone» (Jason Nevins Ambient) [Candlelight Mix] – 3:29 3. «Since U Been Gone» (Jason Nevins Club Mixshow) – 5:34 4. «Since U Been Gone» (Jason Nevins Club) – 7:39 5. «Since U Been Gone» (Jason Nevins Dub) – 7:20 6. «Since U Been Gone» (Jason Nevins Radio Edit Instrumental) – 3:50 7. «Since U Been Gone» (Jason Nevins Radio Edit Acappella) – 3:37 8. «Since U Been Gone» (Jason Nevins Reprise) – 5:11 |

## Posicionamiento en listas
| Listas (2004-2005)                    | Mejor posición |
| ------------------------------------- | -------------- |
| Alemania (Offizielle Deutsche Charts) | 6              |
| Australia (ARIA)                      | 3              |
| Austria (Ö3 Austria Top 40)           | 3              |
| Bélgica (Flandes) (Ultratop 50)       | 22             |
| Bélgica (Valonia) (Ultratop 50)       | 31             |
| Estados Unidos (Billboard Hot 100)    | 2              |
| Estados Unidos (Mainstream Top 40)    | 1              |
| Estados Unidos (Adult Top 40)         | 2              |
| Estados Unidos (Adult Contemporary)   | 22             |
| Estados Unidos (Hot Dance Club Songs) | 22             |
| European Hot 100                      | 5              |
| Irlanda (IRMA)                        | 4              |
| Italia (FIMI)                         | 35             |
| Nueva Zelanda (Recorded Music NZ)     | 11             |
| Noruega (VG-lista)                    | 9              |
| Países Bajos (Dutch Top 40)           | 4              |
| Países Bajos (Mega Single Top 100)    | 10             |
| Reino Unido (UK Singles Chart)        | 5              |
| Suecia (Sverigetopplistan)            | 16             |
| Suiza (Schweizer Hitparade)           | 7              |

## Otras versiones
- La canción también fue versionada por el músico estadounidense Butch Walker en su álbum de 2005, Cover Me Badd.
- La canción también fue versionada por Kidz Bop, que fue incluida en su álbum, Kidz Bop 8.
- La canción también fue versionada por A Day To Remember en su disco For those Who Have Heart Re-Issue.

## Uso en los medios
"Since U Been Gone" fue realizada por Ester Dean y Skylar Astin en la película musical de 2012, Pitch Perfect.